# الجمعية الأوروبية لمكافحة الروماتيزم
الجمعية الأوروبية لمكافحة الروماتيزم (بالإنجليزية: European League Against Rheumatism)‏ تدعى اختصارًا EULAR، هي منظمة غير حكومية أوروبية، تعمل على تمثيل الأشخاص المُصابين بالتهاب المفاصل/الروماتيزم، والمجتمعات المهنية والصحية والعلمية في طب الروماتزم لجميع الدول الأوروبية.

## روابط خارجية
- الموقع الرسمي